# Kettenklemme
Kettenklemmen (englisch chain clamp) werden zum  Aufbauen bzw. Aufstellen chemischer Apparate verwendet. Sie bestehen aus einer Kette und einem Anbaustab aus Metall, der an einem Stativ befestigt wird. Sie werden für Laborgeräte, wie Bechergläser, Reaktionsgefäße und andere runde Objekte mit einem Durchmesser von ca. 30 mm bis 120 mm verwendet. Die mit einem Gummischlauch überzogene Kette hält das Objekt gegen die überzogene Klemmbacke.